# Sztylet sprężynowy

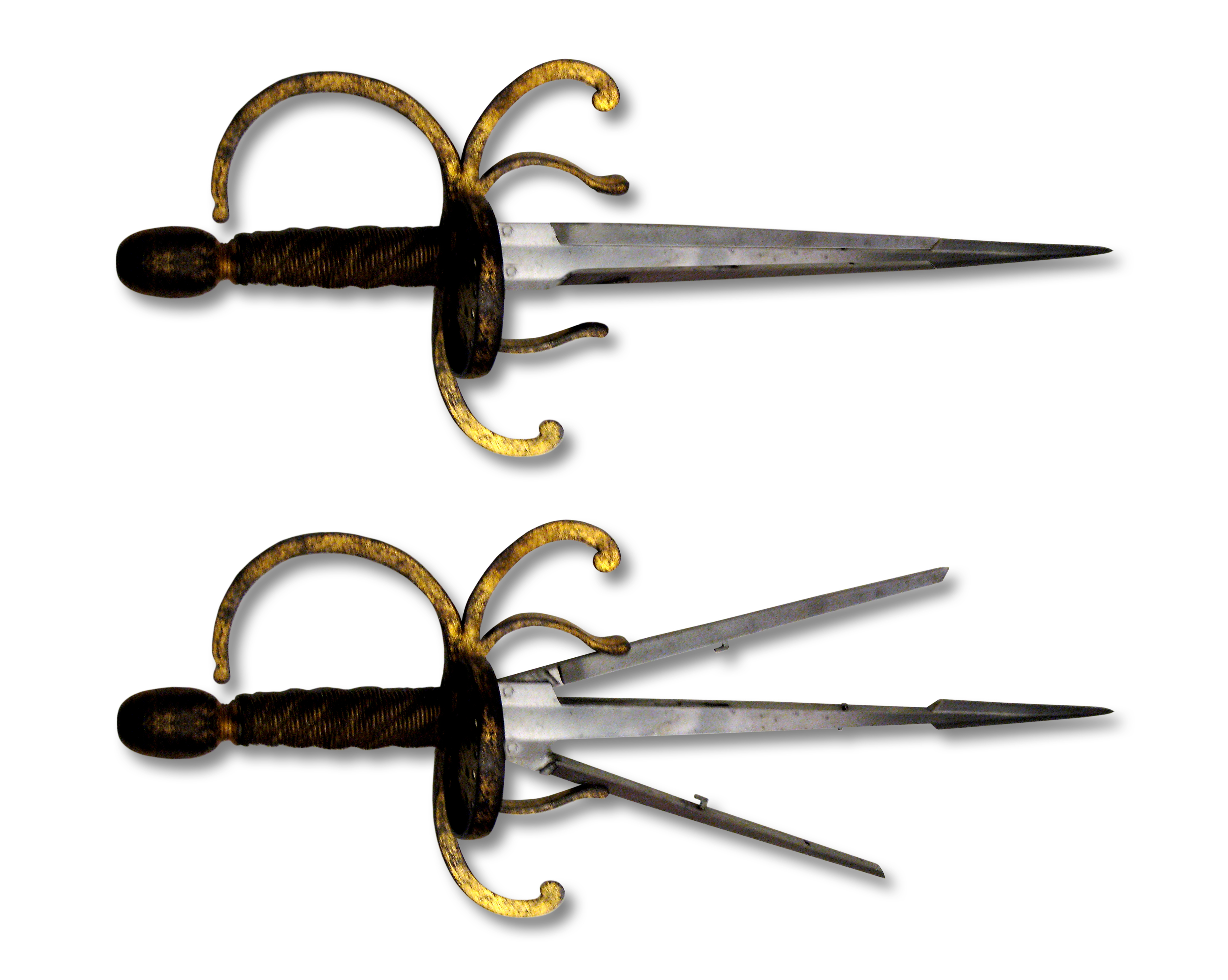
Sztylet sprężynowy (zamknięty i otwarty), XVII w.

Sztylet sprężynowy – specyficzna forma sztyletu, używana w okresie renesansu, o głowni trójdzielnej, której boczne części, po zwolnieniu blokady, rozkładały pod wpływem działania sprężyny. Używany głównie jako łamacz mieczy: rozłożenie głowni służyło zablokowaniu głowni broni przeciwnika między jelcem a boczną częścią głowni, i wytrącenia jej lub złamania.
Mógł też służyć do zadawania szerokich ran, przez otwarcie głowni po wbiciu jej w ciało przeciwnika.
Sztyletu takiego nie należy mylić z nożem sprężynowym, którego głownia, do czasu zwolnienia blokady, jest w całości schowana wewnątrz rękojeści.